# Lophira
Lophira es un género de plantas fanerógamas que pertenecen a la familia Ochnaceae.  Comprende 10 especies descritas y de estas, solo 2 aceptadas.

## Taxonomía
El género fue descrito por Banks ex C.F.Gaertn. y publicado en Supplementum Carpologiae 52. 1805.  La especie tipo es: Lophira alata Banks ex C.F. Gaertn.

## Especies aceptadas
A continuación se brinda un listado de las especies del género Lophira  aceptadas hasta mayo de 2014, ordenadas alfabéticamente. Para cada una se indica el nombre binomial seguido del autor, abreviado según las convenciones y usos: 
- Lophira alata Banks ex C.F. Gaertn.
- Lophira lanceolata Tiegh. ex Keay